# SABIC
A SABIC (Saudi Basic Industries Corp) é uma companhia de manufactura variada, activa na produção/transformação de químicos, polímeros industriais, fertilizantes e metais. É a maior companhia pública da Arábia Saudita, embora a empresa estatal de petróleo saudita, a Saudi Aramco, possua 70% das suas acções.